# Глас, Ханна
Ханна Эрика Мария Глас (швед. Hanna Erica Maria Glas; род. 16 апреля 1993, Сундсвалль) — шведская футболистка, защитница американского клуба «Сиэтл Рейн». Бронзовый призёр чемпионата мира 2019 года.

## Клубная карьера
Ханна Глас является воспитанницей футбольного клуба «Сундсвалль». В начале июня 2010 года на тренировке сборной Швеции до 17 лет получила травму крестообразных связок, вследствие чего была вынуждена пропустить сезон. После двух сезонов за «Сундсваль», проведённых во втором по силе шведском дивизионе, в ноябре 2012 года Глас перешла в вышедший в Дамаллсвенскан «Суннано», однако в марте в товарищеском матче против «Умео» у спортсменки случился рецидив травмы колена, выведший её из строя до конца сезона.
В ноябре 2013 года Галс подписала контракт с «Умео». 
В сентябре 2018 года подписала двухлетний контракт с французским «Пари Сен-Жермен».
25 апреля 2021 года в полуфинале Лиги чемпионов УЕФА забила на 56-й минуте победный гол в ворота «Челси» (2:1), который был признан лучшим голом Лиги чемпионов УЕФА сезона 2020/21 (выбранный техническими наблюдателями УЕФА начиная со стадии четвертьфинала) .

## Достижения

### Командные
Швеция (до 19)
- чемпионка Европы среди девушек до 19 лет: 2012

Швеция
- бронзовый призёр чемпионата мира: 2019
- обладательница Кубка Алгарве: 2018

### Личные
- Автор лучшего гола сезона Лиги чемпионов УЕФА: 2020/21 (25 апреля 2021, в ворота «Челси», 1/2 финала)[8]